# Birnbaumteich
Der Birnbaumteich, auch Bernburger Teich genannt, ist eine historische Talsperre im sachsen-anhaltischen Landkreis Harz. Er liegt im Harz nahe Neudorf. Der 4,5 ha große Stauteich mit 144 m langem Staudamm gehört zum Flächendenkmal Unterharzer Teich- und Grabensystem. Betreiber ist der Talsperrenbetrieb Sachsen-Anhalt.

## Geographische Lage
Der Birnbaumteich liegt im mittleren Unterharz im Naturpark Harz. Er befindet sich 2 km westnordwestlich der Dorfkirche des Harzgeroder Ortsteils Neudorf und 0,8 km nordöstlich der Wüstung Birnbaum.
Durchflossen wird der Teich vom Birnbaumbach, der unterhalb des Staudamms zur nahen Selke fließt. Nordwestlich unterhalb des Birnbaumteichs liegen der Birnbaum- und Hellergrund. Letzterer ist als Nr. 194 in das System der Stempelstellen der Harzer Wandernadel einbezogen; die Stempelstelle befindet sich an einem linksseitigen Zufluss des Birnbaumbachs.
Zwischen der Wüstung Birnbaum und dem Teich liegt bis an sein Ufer reichend der Ferienpark Birnbaumteich mit Campingplatz und Badeplatz.
| \| Birnbaumteich \|        |
| Lage der Talsperre im Harz |
| Birnbaumteich              |

## Geschichte
Die Talsperre wurde 1699 fertiggestellt und für den Bergbau im Neudorfer Revier in Betrieb genommen. Ab 1779 diente der Kalbsaugenteich als Zusatzspeicher für den Birnbaumteich. 1963 wurden eine schadhafte Stelle im Staudamm sowie ein nicht mehr funktionstüchtiger Striegel einer Striegelanlage festgestellt. Daher wurde der Damm von 1964 bis 1967 größtenteils neu aufgeschüttet. Dabei wurde auch der Grundablass erneuert. 1967 wurde die Stauanlage wieder in Betrieb genommen. Seitdem dient der Teich der Fischerei, dem Hochwasserschutz und zur Naherholung. Im Sommer 2006 erfolgte eine Sanierung des Staudammes.

## Talsperre und Stauteich
Die Talsperre ist ein Erddamm mit Kerndichtung und 30.000 m³ Bauwerksvolumen. Sie ist 144 m lang, und 13,4 m hoch und 5 bis 10 m breit; die Dammkrone liegt auf 398,5 m Höhe. Die Dichtung besteht im alten Teil aus Rasensoden, im neuen Teil beim Grundablass aus Ton. Die Hochwasserentlastung am rechten Hang hat einen Rohrdurchlass mit 1 m Durchmesser.
Der Stauteich ist 4,5 ha (0,045 km²) groß, 320 m lang und 130 m breit. Er hat 0,17 Millionen m³ Speicherraum und weist einen Gesamtstauraum von 0,198 Mio. m³ auf. Sein Einzugsgebiet ist 1,88 km² groß. Das Stauziel liegt auf 396,69 m Höhe und das Bemessungshochwasser bei 2,4 m³/s.